# Ileantella birmanica
Ileantella birmanica là một loài tò vò trong họ Ichneumonidae.